# Hemiphyllodactylus
Hemiphyllodactylus Bleeker, 1860 è un genere di gechi il cui areale si estende dall'India ad Ovest e dalla Cina a Nord, verso sud, comprendendo tutto il sud-est asiatico e buona parte dell'Oceania.

## Etimologia
Pieter Bleeker non ha fornito spiegazioni sull'etimologia del nome di questo genere, limitandosi a sottolineare la somiglianza con il genere Hemidactylus.

## Descrizione
Il tronco, le dita delle zampe anteriori e delle zampe posteriori sono sottili. Le dita terminano con la penultima articolazione che si allarga in maniera consistente, e questa parte più ampia ospita le lamellae; i pollici al contrario sono solo rudimentalmente sviluppati e privi di artigli o con artigli molto poco sviluppati (e ciò lo distingue dal genere Hemidactylus). Le pupille sono verticali. Il dorso è ricoperto di piccole scaglie granulari. I maschi presentano pori preanali e femorali.

## Biologia

### Riproduzione
Nel genere Hemiphyllodactilus si registrano sia specie unisessuali, che si riproducono per partenogenesi (ad esempio Hemiphyllodactylus typus), che specie bisessuali (come Hemiphyllodactylus aurantiacus).
La riproduzione sessuata è più frequente tra le specie che vivono nelle foreste dell'entroterra.

## Distribuzione

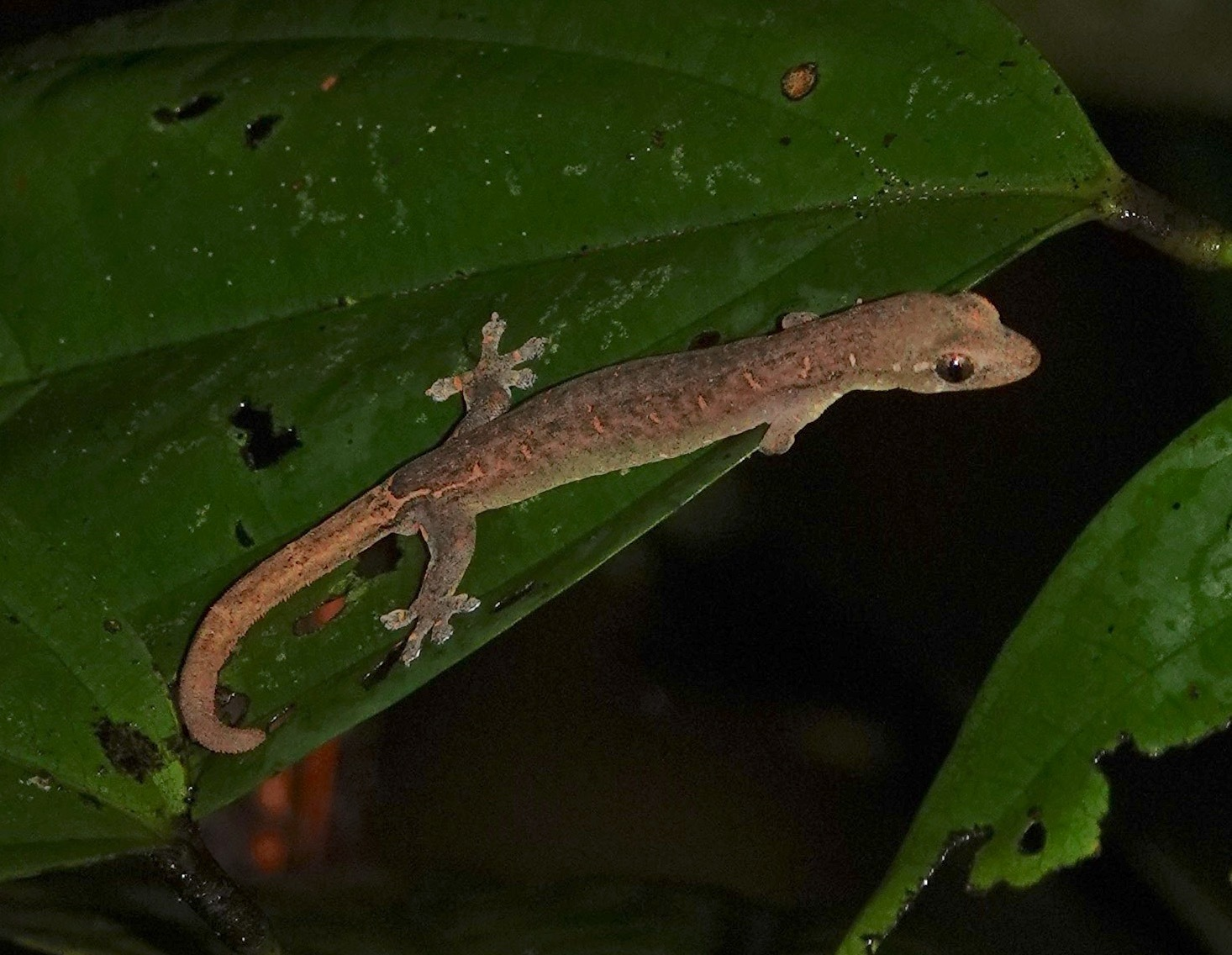
Hemiphyllodactylus typus

Il genere è diffuso nell'Asia meridionale, nell'Asia orientale, nel Sud-est asiatico e in Oceania.
Specie del genere Hemiphyllodactylus sono presenti nei seguenti paesi: Brunei, Cambogia, Cina (compreso Hong Kong), Isole Cook, Timor Est, Fiji, India, Indonesia, Giappone, Laos, Malaysia, Myanmar, Nuova Caledonia, Palau, Papua Nuova Guinea, Filippine, Pitcairn, Singapore, Isole Salomone, Sri Lanka, Thailandia, Tonga, Vanuatu, Vietnam, Samoa.
Una specie, la specie tipo Hemiphyllodactylus typus, risulta essere stata accidentalmente introdotta dall'uomo anche in Nuova Zelanda, Polinesia francese e Taiwan, oltreché in Africa (Réunion e Mauritius) e negli Stati Uniti d'America (Hawaii).
È un genere ad alto tasso di endemismo: delle 56 specie registrate, 54 sono endemiche. La specie con la più ampia diffusione è Hemiphyllodactylus typus, il cui areale si estende dalle isole Mascarene alla Polinesia; Hemiphyllodactylus insularis è diffuso su un'ampia area delle Filippine meridionali; tutte le altre specie hanno invece una diffusione limitata ad aree ristrette, spesso montuose o insulari.

## Tassonomia

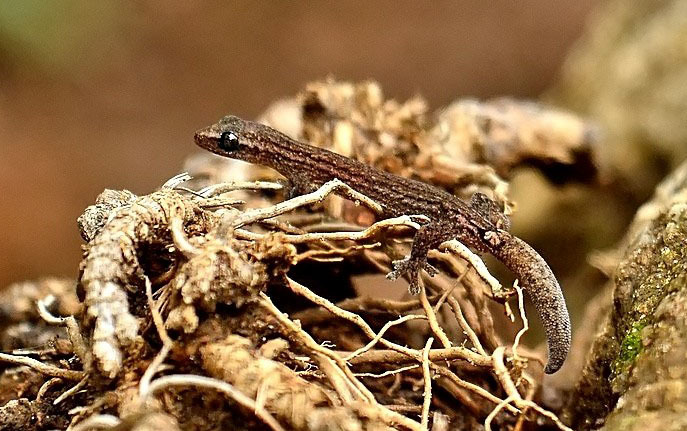
Hemiphyllodactylus aurantiacus

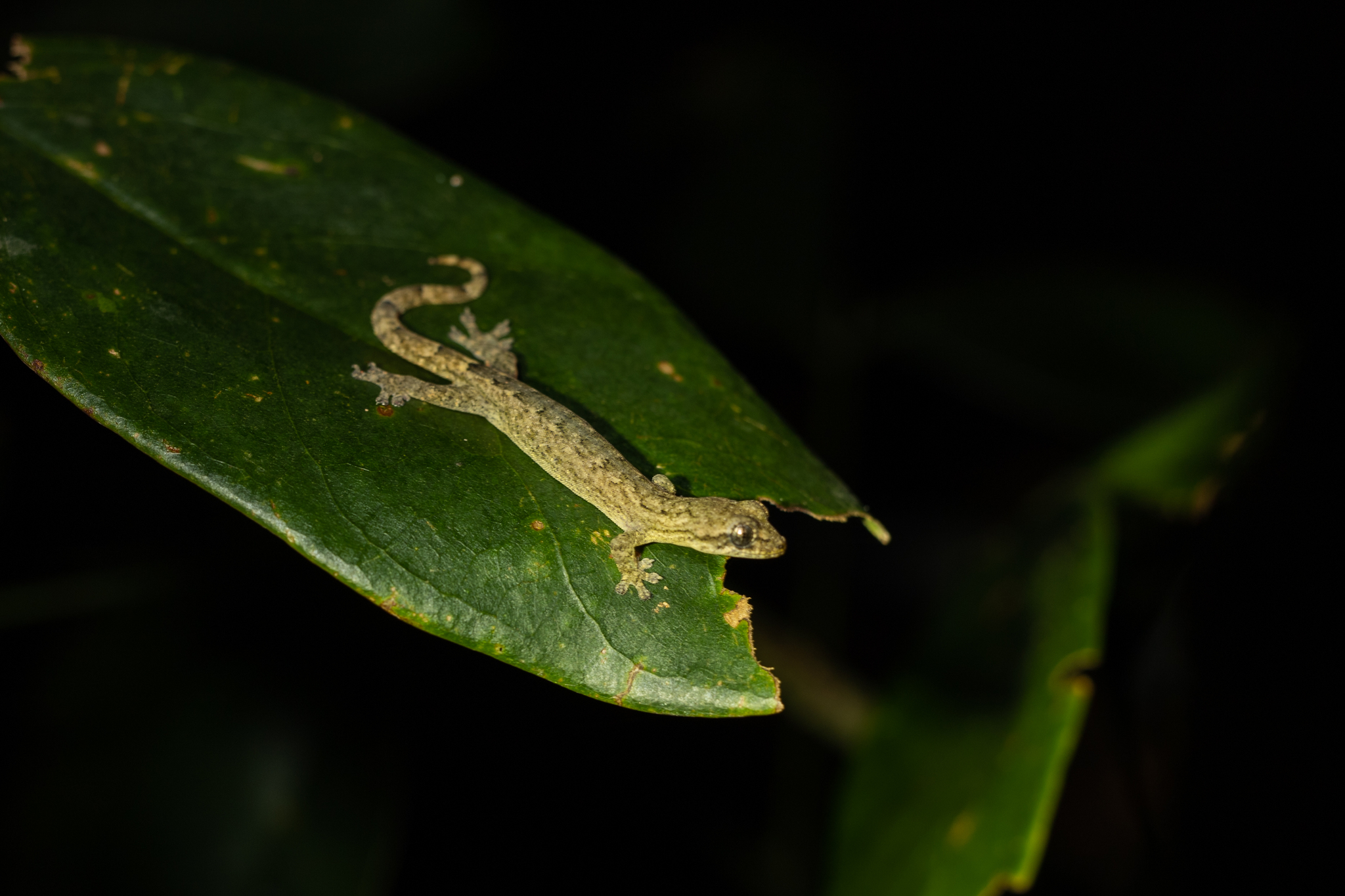
Hemiphyllodactylus chiangmaiensis

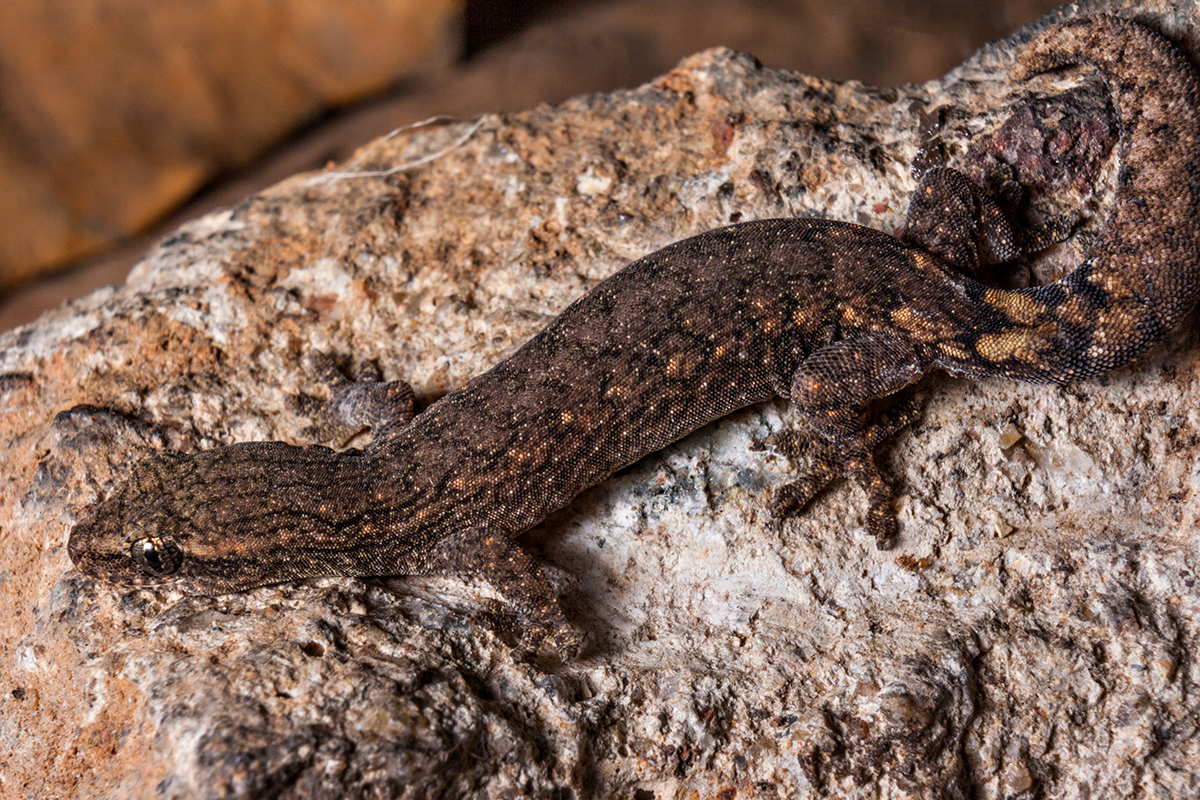
Hemiphyllodactylus jnana

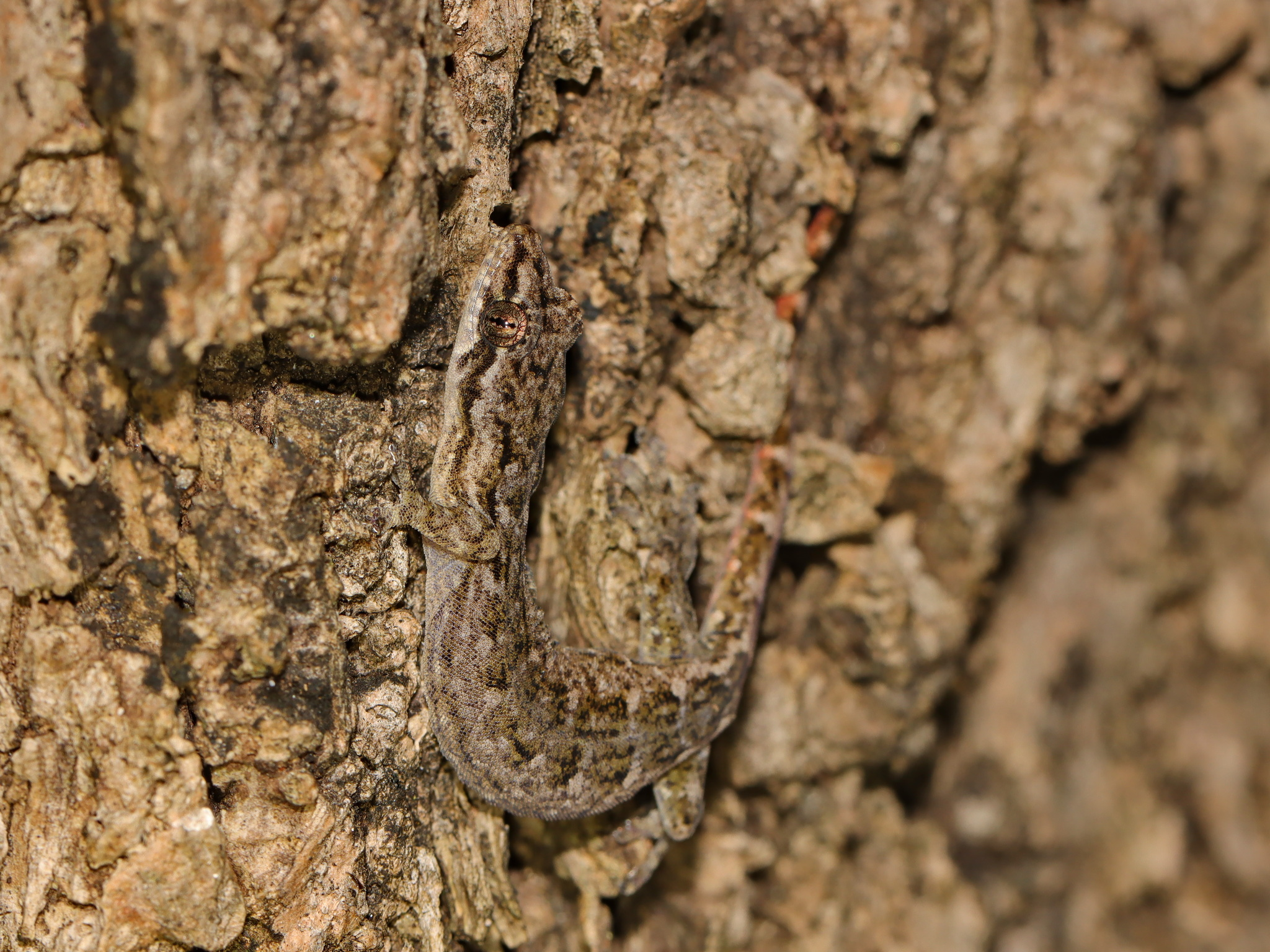
Hemiphyllodactylus khlonglanensis

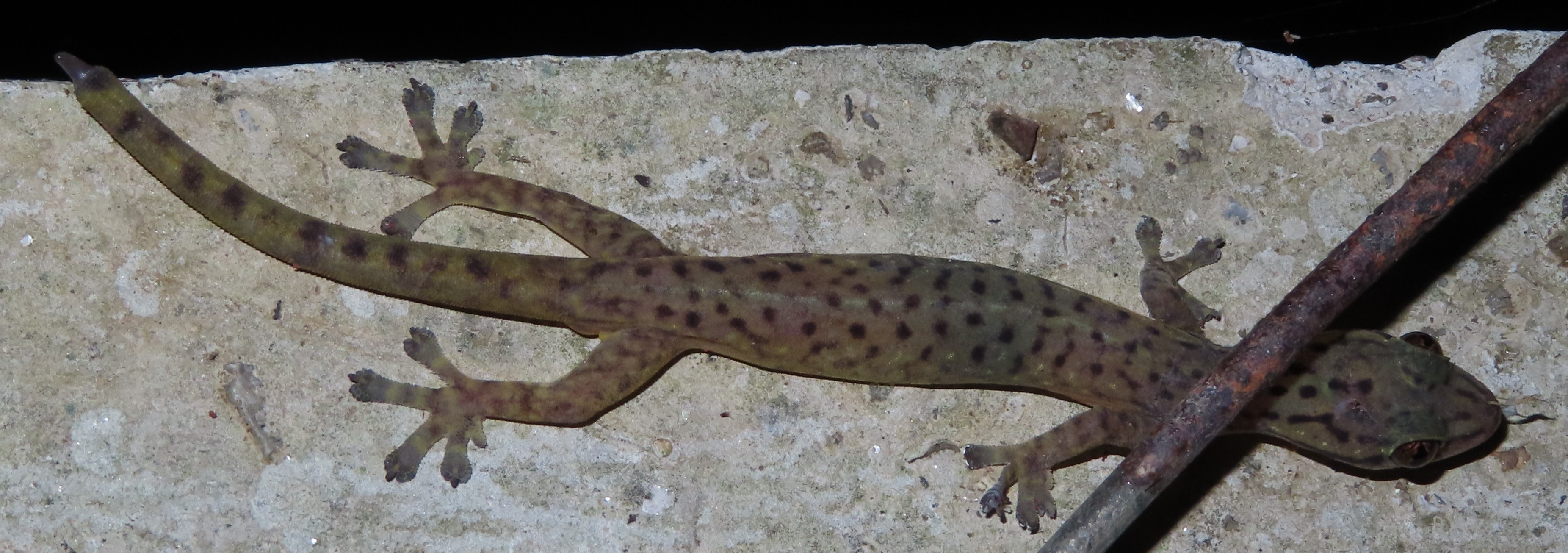
Hemiphyllodactylus pardalis

Il genere è stato descritto per la prima volta nel 1860 da Pieter Bleeker quando descrisse la specie tipo Hemiphyllodactylus typus. Molte delle attuali specie erano state inizialmente descritte come sottospecie della specie tipo, o registrati come esemplari della stessa. Nel corso degli anni, studi più approfonditi hanno portato al riconoscimento di numerose nuove specie.
Al dicembre 2023 sono elencate 56 specie:
1. Hemiphyllodactylus arakuensis Agarwal, Khandekar, Giri, Ramakrishnan, & Karanth, 2019
2. Hemiphyllodactylus aurantiacus (Beddome, 1870)
3. Hemiphyllodactylus banaensis Ngo Van Tri et al., 2014
4. Hemiphyllodactylus bintik Grismer et al., 2015
5. Hemiphyllodactylus bonkowskii Nguyen, Do, Ngo, Pham, Pham, Le, & Ziegler, 2020
6. Hemiphyllodactylus cattien Yushchenko, Grismer, Bragin, Dac & Poyarkov, 2023
7. Hemiphyllodactylus changningensis Guo et al., 2015
8. Hemiphyllodactylus chiangmaiensis Grismer, Wood & Cota, 2014
9. Hemiphyllodactylus cicak Grismer et al., 2016
10. Hemiphyllodactylus dalatensis Do, Nguyen, Le, Pham, Ziegler, & Nguyen, 2021
11. Hemiphyllodactylus dupanglingensis Zhang, Qian, & Yang, 2020
12. Hemiphyllodactylus dushanensis (Zhou & Liu, 1981)
13. Hemiphyllodactylus engganoensis Grismer et al., 2014
14. Hemiphyllodactylus flaviventris Sukprasert, Sutthiwises, Lauhachinda, & Taksintum, 2018
15. Hemiphyllodactylus ganoklonis Zug, 2010
16. Hemiphyllodactylus goaensis Khandekar, Parmar, N Sawant, & Agarwal, 2021
17. Hemiphyllodactylus harterti (F. Werner, 1900)
18. Hemiphyllodactylus hongkongensis Sung, Lee, Ng, Zhang, & Yang, 2018
19. Hemiphyllodactylus huishuiensis Yan, Lin, Guo, Li, & Zhou, 2016
20. Hemiphyllodactylus indosobrinus Eliades, Phimmachak, Sivongxay, Siler, & Stuart, 2019
21. Hemiphyllodactylus insularis Taylor, 1918
22. Hemiphyllodactylus jinpingensis (Zhou & Liu, 1981)
23. Hemiphyllodactylus jnana Agarwal, Khandekar, Giri, Ramakrishnan, & Karanth, 2019
24. Hemiphyllodactylus khlonglanensis Sukprasert, Sutthiwises, Lauhachinda, & Taksintum, 2018
25. Hemiphyllodactylus kiziriani Nguyen et al., 2014
26. Hemiphyllodactylus kolliensis Agarwal, Khandekar, Giri, Ramakrishnan, & Karanth, 2019
27. Hemiphyllodactylus kyaiktiyoensis Grismer, Wood, Quah, Thura, Oaks, & Lin, 2020
28. Hemiphyllodactylus larutensis (Boulenger, 1900)
29. Hemiphyllodactylus linnwayensis Grismer et al., 2017
30. Hemiphyllodactylus longlingensis (Zhou & Liu, 1981)
31. Hemiphyllodactylus lungcuensis Luu, Nguyen, Do, Pham, Hoang, Nguyen, Le, Ziegler, Grismer & Grismer, 2023
32. Hemiphyllodactylus margarethae Brongersma, 1931
33. Hemiphyllodactylus minimus Mohapatra, Khandekar, Dutta, Mahapatra & Agarwal, 2020
34. Hemiphyllodactylus montawaensis Grismer et al., 2017
35. Hemiphyllodactylus nahangensis Do, Pham, Phan, Le, Ziegler, & Nguyen, 2020
36. Hemiphyllodactylus ngwelwini Grismer, Wood, Quah, Thura, Oaks, & Lin, 2020
37. Hemiphyllodactylus ngocsonensis Nguyen, Do, Ngo, Pham, Pham, Le, & Ziegler, 2020
38. Hemiphyllodactylus nilgiriensis Agarwal, Bauer, Pal, Srikanthan, & Khandekar, 2020
39. Hemiphyllodactylus pardalis Grismer, Yushchenko, Pawangkhanant, Naiduangchan, Nazarov, Orlova, Suwannapoom, & Poyarkov, 2020
40. Hemiphyllodactylus peninsularis Agarwal, Bauer, Pal, Srikanthan, & Khandekar, 2020
41. Hemiphyllodactylus pinlaungensis Grismer, Wood, Quah, Thura, Oaks, & Lin, 2020
42. Hemiphyllodactylus serpispecus Eliades, Phimmachak, Sivongxay, Siler, & Stuart, 2019
43. Hemiphyllodactylus simaoensis Agung, Chornelia, Grismer, Grismer, Quah, Lu, Tomlinson, & Hughes, 2022
44. Hemiphyllodactylus tehtarik Grismer et al., 2013
45. Hemiphyllodactylus titiwangsaensis Zug, 2010
46. Hemiphyllodactylus tonywhitteni Grismer et al., 2017
47. Hemiphyllodactylus typus Bleeker, 1860 – Con tre sottospecie:
  1. Hemiphyllodactylus typus chapaensis Bourret, 1937
  2. Hemiphyllodactylus typus pallidus Auffenberg, 1980
  3. Hemiphyllodactylus typus typus Bleeker, 1860
48. Hemiphyllodactylus uga Grismer, Wood, Thura, Zin, Quah, Murdoch, Grismer, Li, Kyaw, & Lwin, 2018
49. Hemiphyllodactylus yanshanensis Agung, Chornelia, Grismer, Grismer, Quah, Lu, Tomlinson, & Hughes, 2022
50. Hemiphyllodactylus yunnanensis (Boulenger, 1903)
51. Hemiphyllodactylus ywanganensis Grismer, Wood, Thura, Zin, Quah, Murdoch, Grismer, Li, Kyaw, & Lwin, 2018
52. Hemiphyllodactylus zalonicus Grismer, Chit, Pawangkhanant, Nazarov, Zaw, & Poyarkov, 2021
53. Hemiphyllodactylus zayuensis Jiang, Wang, & Che, 2020
54. Hemiphyllodactylus zugi Nguyen et al., 2013
55. Hemiphyllodactylus zhutangxiangensis Agung, Grismer, Grismer, Quah, Chornelia, Lu, & Hughes, 2021
56. Hemiphyllodactylus zwegabinensis Grismer, Wood, Quah, Thura, Oaks, & Lin, 2020